# General de Artillería Antiaérea

Insignia de hombro.

General de Artillería Antiaérea (General der Flakartillerie) era el grado de General de la Luftwaffe en Alemana.
El rango era equivalente a la larga tradición de General de Caballería, General de Artillería y General de Infantería. La Wehrmacht presentó entonces el de General de Aviación (pilotos), General de Ingenieros, General de Tropas de Montaña, General de Tropas de Transmisiones, General de Tropas Panzer (tropas blindadas) y General de Paracaidistas.

## A
- Walther von Axthelm (1893-1972)

## B
- Heinrich Burchard (1894-1945)

## D
- Otto Deßloch (1889-1977) (más tarde ascendido a Coronel General)

## G
- Hugo Grimme (1972-1943)

## H
- Alfred Haubold (1887-1969)
- Friedrich Heilingbrunner (1891-1977)
- Friedrich Hirschhauer (1883-1979)
- Gerhard Hoffmann (1887-1969)

## O
- Job Odebrecht (1892-1982)

## P
- Wolfgang Pickert (1897-1984)

## R
- Richard Reimann (1892-1970)
- Otto Wilhelm von Renz (1891-1968)
- Helmut Richter (1891-1977)
- Karl von Roques (1880-1949) (reintegrado en la Wehrmacht como General de Infantería)
- Günther Rüdel (1883-1950) (más tarde ascendido a Coronel General)
- Camillo Ruggera (1885-1947)

## S
- August Schmidt (1883-1955)
- Ludwig von Schröder (1884-1941)

## W
- Hubert Weise (1884-1950)
- Eugen Weissmann (1892-1951)

## Z
- Emil Zenetti (1883-1945)